# 이세호
이세호(李世鎬, 1925년 7월 26일 ~ 2013년 4월 28일)는 베트남 전쟁에 참전했던 대한민국의 군인이다. 베트남 전쟁 당시 주월한국군사령부의 제2대 사령관이었으며, 제21대 대한민국 육군참모총장을 역임하였다.

## 군 경력
- 1944.04.00. : 일본제국 육군 특별간부후보생
- 1946.12.14. : 육군사관학교 2기 졸업 (소위 임관)
- 1946.12.15. : 육군 제1보병연대 소속 소대장
- 1947.06.01. : 중위 진급, 중대장
- 1948.01.10. : 대위 진급, 육군 제9보병연대 소속 부대대장
- 1948.08.20. : 국군총사령부 정보국 호남지구 S.I.S. 대장
- 1949.01.15. : 소령 진급, 육군 제7보병사단 정보참모
- 1950.04.07. : 육군보병학교 고군반 (5기) 졸업
- 1950.06.25. : 육군 제7보병사단 원대복귀
- 1950.08.15. : 중령 진급, 육군 제8보병사단 정보참모
- 1951.04.27. : 대령 진급, 육군 제8보병사단 참모장 및 연대장
- 1953.05.12. : 육군대학 전반기 4기 졸업 (국방장관상 수상)
- 1953.09.20. : 육군 제22보병사단 제67보병연대장
- 1954.06.18. : 준장 진급, 육군 제5군단 참모장
- 1956.03.12. : 육군본부 기획참모부 기획통제관
- 1956.09.30. : 육군 제1군단 참모장
- 1957.04.01. : 육군 제2군 참모장
- 1957.09.01. : 육군 제37보병사단장
- 1958.08.13. : 육군 제33보병사단장
- 1959.02.19. : 육군 제28보병사단장
- 1961.07.31. : 소장 진급, 육군본부 군수참모부 차장
- 1962.07.15. : 육군보병학교장
- 1963.09.01. : 국방대학원 학생장교
- 1964.08.04. : 합동참모본부 전략정보국장
- 1965.08.17. : 육군본부 작전참모부장
- 1966.12.28. : 육군사관학교장
- 1967.08.28. : 중장 진급, 육군 제6군단장
- 1969.05.01. : 주월한국군사령관
- 1973.03.24. : 육군 제3군 창설준비위원장
- 1973.07.02. : 대장 진급, 육군 제3군사령관
- 1975.03.01. : 육군참모총장 (제21대)
- 1979.02.01. : 대장 예편

## 약력
1969년 5월 1일, 채명신 중장으로부터 주월한국군사령부의 지휘권을 인수한 후, 1973년 3월 23일 후발대가 철수할 때까지 3년 10개월 동안 지휘하였다. 이세호는 재임 기간에 미국의 베트남 정책 변화에 따라 주월한국군사령부의 작전을 축소하면서 전쟁을 원만히 마무리하고 철수하는 과정을 지휘하였다. 이후 대구광역시에서 주월한국군사령부가 제3야전군으로 개편되면서 초대 제3야전군 사령관이 되었다.
2013년 4월 28일 숙환으로 별세했다.

## 같이 보기
- 박정희
- 채명신
- 정일권
- 전두환
- 노태우
- 김종필

| 전임 채명신 | 제2대 주월한국군사령부 사령관 1969년 4월 19일 ~ 1973년 3월 31일 | 후임 (사령부 해체) |

| 전임 채명신 | 제2대 주월한국군통합사령부 사령관 1969년 4월 19일 ~ 1973년 3월 31일 | 후임 (사령부 해체) |

| 전임 노재현 | 제21대 육군참모총장 1975년 3월 1일 ~ 1979년 1월 31일 | 후임 정승화 |